# Yungasskogssångare
Yungasskogssångare (Basileuterus punctipectus) är en fågel i familjen skogssångare inom ordningen tättingar.

## Utbredning och systematik
Yungasskogssångare delas upp i tre underarter med följande utbredning:
- B. p. inconspicuus – sydöstra Peru och nordvästra Bolivia
- B. p. punctipectus – centrala Bolivia
- B. p. canens – sydcentrala Bolivia

Yungasskogssångaren behandlades tidigare ofta som en underart till trestrimmig skogssångare (B. tristriatus).

## Status och hot
Arten har ett stort utbredningsområde, men tros minska i antal, dock inte tillräckligt kraftigt för att den ska betraktas som hotad. Internationella naturvårdsunionen IUCN listar arten som livskraftig (LC).

## Namn
Yungas är en övergångszon mellan höglandet och låglandsskogarna vid den östra foten av Anderna, huvudsakligen i Bolivia.

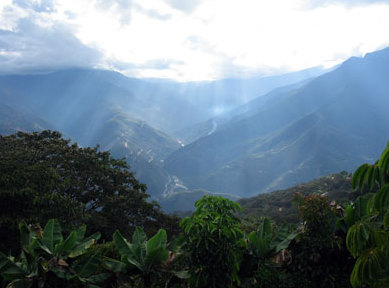
Fågeln är endemisk för växtzonen Yungas på Andernas östsluttning.